# Rubén Toribio Díaz
Rubén Toribio Díaz Rivas (Lima, 17 d'abril de 1952) és un exfutbolista peruà de la dècada de 1970.
Va formar part de l'equip peruà a la Copa del Món de 1978 i 1982 i a la Copa Amèrica de 1975.
Pel que fa a clubs, defensà els colors de Deportivo Municipal, Universitario de Deportes i Sporting Cristal.